# Haivoron
Haivoron (en ucraniano: Гайворон) es una ciudad ucraniana ubicada en el Raión de Holovanivsk dentro del Óblast de Kirovogrado. Haivoron está situado al margen del Bug Meridional.

## Historia
En sus comienzos perteneció a la Gobernación de Podolia durante el Imperio Ruso. Entre 1897 y 1898 se construyó en el lugar una planta de reparación de locomotoras.
Durante la Segunda Guerra Mundial, el asentamiento fue ocupado por tropas del Eje desde el 29 de julio de 1941 hasta el 11 de marzo de 1944. Obtuvo la categoría de ciudad desde 1949.
En 1974, la escuela técnica  se transformó en un colegio técnico.
De acuerdo con el censo soviético de 1989 la población era de 16 520 personas. Además, en 1989 se construyó en la ciudad una nueva escuela.
Hasta el 18 de julio de 2020, Haivoron fue el centro administrativo del Raión de Haivoron. El raión se abolió en julio de 2020 como parte de la reforma administrativa de Ucrania, que redujo el número de riones del Óblast de Kirovogrado a cuatro. El área del Raión de Haivoron se fusionó con el Raión de Holovanivsk.